# Carpe diem Stiftung
Die Carpe diem Stiftung ist eine nicht rechtsfähige, gemeinnützige und mildtätige Stiftung. Sie wurde am 14. April 2021 aufgrund eigener Betroffenheit (Leukämie) von einem Ehepaar gegründet. 
Seit April 2025 wird die Carpe diem Stiftung treuhänderisch von der TriValora GmbH, Düsseldorf, verwaltet.

## Geschichte
Aufgrund des eigenen Erlebens wollte der Stifter nach überstandener Krankheit gezielt und dauerhaft etwas Gutes tun, um die Lebensqualität von Menschen mit hämato-onkologischen Erkrankungen zu verbessern.
Sowohl während der langen stationären Behandlungsphasen als auch in den folgenden Jahren und durch Gespräche mit anderen Patienten, musste er immer wieder feststellen, dass die Ausstattung in den Kliniken oft unzureichend war. Es waren z. B. keine oder zu wenige Ergometer vorhanden, Angehörigenzimmer, in die sich die Familie hätten zurückziehen können, fehlten. Anderen Patienten fehlten teilweise die Mittel, um sich Dinge des täglichen Lebens leisten zu können. 

## Organe
Die Kontrolle der Carpe diem Stiftung erfolgt durch ein eigenes Kuratorium.
Das besteht aus mindestens zwei und maximal fünf Mitgliedern. Das erste Kuratorium ist im Stiftungsgeschäft berufen. Die Stifter gehören dem Kuratorium auf unbestimmte Zeit an. Solange mindestens einer der Stifter dem Kuratorium angehört, haben sie das Recht, die konkrete Anzahl der Kuratoriumsmitglieder festzulegen, die weiteren Kuratoriumsmitglieder zu bestellen und den Vorsitzenden sowie den stellvertretenden Vorsitzenden zu bestimmen. Die Amtszeit dauert drei Jahre. Eine Wiederwahl ist möglich.
Zurzeit besteht das Kuratorium aus vier Mitgliedern. Vorsitzender ist der Stifter.

## Finanzierung
Durch die Erträge des Stiftungsvermögens finanziert die Stiftung ihre Verwaltung. Eingehende Spenden werden in Gänze in die Förderung von Projekten zugunsten von Leukämie- und Lymphompatienten sowie deren Angehörige gegeben. 

## Förderungen
Bislang hat die Carpe diem Stiftung mehreren Patienten individuell mit einer Einzelfallhilfe in Höhe von bis zu je 500 Euro geholfen. Zudem hat sie den Förderverein für Knochenmarktransplantation in Hamburg e.V. mit 1714,60 Euro beim Kauf von Musikinstrumenten und das Bewegungsangebot der Krebsberatungsstelle Ortenau mit 2000 Euro unterstützt.
Förderungen können von Betroffenen sowie deren Angehörigen, aber auch von Institutionen, die Maßnahmen zur Verbesserung der Lebensqualität von Patienten mit Blutkrebs anbieten, beantragt werden.